# Epictia peruviana
Espèce
Statut de conservation UICN

 DD  : Données insuffisantes
Synonymes
- Leptotyphlops peruvianus Orejas-Miranda, 1969

Epictia peruviana est une espèce de serpents de la famille des Leptotyphlopidae.

## Répartition
Cette espèce est endémique de la région de Junín au Pérou. Elle vit dans la forêt tropicale humide de basse altitude.

## Étymologie
Son nom d'espèce lui a été donné en référence au lieu de sa découverte.

## Publication originale
- Orejas-Miranda, 1969 : Tres nuevos Leptotyphlops (Reptilia: Serpentes). Comunicaciones. Zoológicas del Museo de Historia Natural de Montevideo, vol. 10, n. 124, p. 1-11.